# José do Egito (minissérie)
José do Egito é uma minissérie brasileira, produzida pela Record e distribuída em DVD pela Warner Home Video, exibida originalmente de 30 de janeiro a 9 de outubro de 2013.
Escrita por Vivian de Oliveira, com a colaboração de Altenir Silva, Camilo Pellegrini, Carla Piske e Maria Cláudia Oliveira, com direção de Alexandre Avancini, Hamsa Wood, Viviane Jundi e Armê Manente e direção geral de Alexandre Avancini. A minissérie é uma adaptação do livro bíblico Gênesis. 
José do Egito é a quarta minissérie épica produzida pela RecordTV, após A História de Ester (2010), Sansão e Dalila (2011) e Rei Davi (2012). Inicialmente planejada para ser exibida em 28 capítulos, devido à boa recepção do público foi reeditada e exibida em 38 capítulos.
Contou com Ângelo Paes Leme, Maytê Piragibe, Caio Junqueira, Bianca Rinaldi, Leonardo Vieira, Iran Malfitano, Taumaturgo Ferreira e Larissa Maciel nos papéis centrais.

## Produção
Foram investidos mais de R$ 60 milhões, colocando-a entre as produções mais caras da história da TV brasileira. A minissérie teve cenas gravadas no Chile no Deserto de Atacama, Egito, Israel e no RecNov. Destaque para a qualidade das imagens exibidas, que contou com câmeras digitais Arri Alexa, utilizadas em grandes produções de Hollywood, e que conferem qualidade surpreendente, principalmente quando vistas num televisor em alta definição. Ao todo foram 300 profissionais envolvidos, entre produção, equipe técnica e atores (49 atores ao todo). Para a gravação da minissérie foram construídas duas cidades cenográficas, que representam a cidade Avares, com mais de 5500m², e a cidade de Hebrom com mais de 2000m². Também foi construído um acampamento de 3000m². Ao todo as cidades cenográficas demandaram um investimento de R$ 7 milhões.
O lançamento em DVD de foi realizado pela Warner Bros em maio de 2017. Os discos são vendidos separadamente em quatro DVDs. A saga de José pode ser encontrada nas principais lojas virtuais do Brasil.

## Enredo
A história de José conta a saga de um homem íntegro e indulgente, que após ser vendido como escravo pelos irmãos é levado para o Egito, onde é injustiçado, caluniado, preso e humilhado. Mas tudo o que José toca prospera porque ele tem dom de interpretar sonhos. E é assim, prevendo fartura e fome para o Egito, através dos sonhos que atormentam o Faraó, que José se transforma no governador de toda aquela nação. Mais tarde, quando o mundo não tem o que comer, é José quem alimenta os irmãos que tanto o odiaram no passado. A vida de José é um exemplo de pureza, paciência, amor e perdão.
A história começa em Israel por volta do ano 1.700 a.C. Jacó, também conhecido por Israel (Celso Frateschi), é casado com Lia (Denise Del Vecchio) e Raquel (Mylla Christie), além de ter 2 concubinas, Bila (Carla Cabral) e Zilpa (Andréa Avancini). Apesar de ter uma passado de trapaças com seu irmão Esaú       (Jonas Bloch), Jacó é homem que ama sua família. Apesar de ser a primeira esposa, Lia sente forte ciúme de sua irmã Raquel, por quem Jacó mais ama. Jacó teve um total de 13 filhos, são eles Rúben (Guilherme Winter), Simeão (Caio Junqueira), Levi  (Felipe Cardoso), Judá (Vítor Hugo), Dã (Eduardo Spinetti), Naftali (Fernando Sampaio), Gad (Vasco Valentino), Aser (Wendell Duarte), Issacar (Edu Porto), Zebulom (Acácio Ferreira), José (Ricky Tavares / Ângelo Paes Leme), Diná (Marcela Barroso / Samara Fellipo) e Benjamin (Eduardo Melo / Gustavo Leão).
Além de amar mais Raquel, Jacó tem um amor especial pelo filho que ela deu, o jovem José. O moço adolescente é muito apegado com o pai, sempre o ajudando e tendo atitudes de filho primogênito. Devido tanto amor dado, os irmãos de José sentiam forte ciúme e ódio do irmão... O Drama de Jacó e José aumenta com a morte prematura de Raquel, assim que nasce o filho mais novo, o pequeno Benjamin. Jacó entra em profunda tristeza. A filha de Lia, Diná acaba se envolvendo em um romance com o príncipe Siquém (Paulo Nigro), porém em uma festa o moço acabado a estuprando completamente bêbado. Dias depois os dois se casam, mas em um ato de loucura e vingança pelo estupro, os irmãos de Diná matam Siquém, e todos os homens da cidade, além de incendiarem toda a cidade, levando dela Diná e algumas mulheres para serem servas, sendo uma delas Naamá (Nanda Ziegler) e sua filha Mara (Bia Braga / Juliana Boller). Devido aos acontecimentos na cidade do príncipe Siquém, Jacó e sua família montam acampamento em outro lugar.  
Os dias passam... José tem o dom de interpretar sonhos, e um dos sonhos ele se via em uma plantação de trigo com seus irmãos, de repente o monte de trigo de suas mãos e de seus irmãos saem de suas mãos para o céu. Ele vê que seu monte de trigo fica ao centro e o monte de trigo de seus irmãos se curvam perante ao dele. José então diz para seus irmãos que um dia eles se curvariam perante a ele. Com ódio e inveja, os irmãos jogam José em um buraco, depois o vendem para o comerciante Jetur (Thelmo Fernandes) como escravo em troca de moedas. Para justificar a ausência de José, os irmãos pegam uma de suas roupas e a sujam com sangue de carneiro. Dizem para Jacó que o irmão foi assassinado por um animal feroz no deserto. Jacó então se apega pelo filho mais novo, irmão de José e filho da sua mulher mais amada Benjamin, já que Raquel estava morta e em sua mente e para o restante das esposas, e para a filha Diná, José também estava morto. Os irmãos guardaram durante os anos este terrível segredo.
José é levado para ser escravo em Aváris, antiga capital e atual Cairo, no Egito. Quem governa o país mais poderoso no Mundo na época era o faraó Apopi (Leonardo Vieira) e pela rainha Tani (Bianca Rinaldi), os soberanos eram muito justos no reino, e juntos adoravam ao deus porco-formigueiro, símbolo do deserto e do caos Seth. Na ajuda as oferendas para o deus, eles contavam com o sacerdote Pentephres (Eduardo Lago), um homem ruim e completamente ganancioso. Ele obrigava e tinha o sonho de ver sua única filha Azenate (Ana Rita Cerqueira/Maytê Piragibe) como sacerdotisa do deus Seth. Por ironia do destino, José conseguiu fugir da venda de ser escravo, e acabou conhecendo e se apaixonando por Azenate, porém logo foi preso novamente e vendido para o general egípcio Potifar (Taumaturgo Ferreira). José passa então de servo para contábil da casa de Potifar, já que tudo que pegava prosperava, inclusive no jardim da ardilosa esposa de Potifar, Sati (Larissa Maciel). A egípcia, prima da rainha Tani era pura luxúria, gostava de sexo e mantinha um caso com o empregado Hapu (Iran Malfitano), um homem forte, formoso e narcisista, bastante agressivo para com escravos. Este em si odiava José e não hesitava em maltratá-lo e ser grosseiro para com ele, ainda mais depois de Potifar reconhecer as habilidades de José e fazê-lo responsável por muitos cuidados da casa, o que desperta ainda mais a ira e a inveja em Hapu.
Os anos passaram, Jacó já havia se acostumado da dor de ter perdido Raquel e José, mas ele não sabia do caso que seu filho mais velho, Rúben tinha com sua esposa Bila. Mesmo com Bila tentando se afastar, ambos não cediam a paixão. Rúben havia se casado com Naamá, e um dia foi flagrado por Naamá, sua mãe Lia e até seu próprio pai Jacó, que não condenou os dois. Apesar de impossível, Rúben manteve seu amor por Bila até o dia da morte da mulher, que morreu de tuberculose. Outra morte triste foi a de Lia, a mulher sempre amarga por não se sentir amada por Jacó, sofreu seus últimos anos vítima do mal de Alzheimer, até que um dia a doença a venceu, sobrando apenas Zilpa como esposa de Jacó... A filha de Naamá, Mara, era uma adolescente e mulher amargurada devido ao trauma de ter visto seu pai Kedar (Bruno Padilha) ser assassinado pelos filhos de Jacó. Ela cresce com ódio principalmente de Simeão e Levi, por terem liderado o massacre em Siquém, além de se recusar em aceitar Rúben como pai. Um dia a moça tentou incendiar todo o acampamento por pura vingança, mas ao ver que quase matou Benjamin por quem tinha uma paixão, a moça se arrepende, pede perdão, e anos mais tarde se casa com seu grande amor.
Outro núcleo importante é o da família de Judá, o filho de Jacó era casado com Elisa, e tinham 3 filhos. O mais velho Er  (Fabio Beltrão) era ladrão e assassino, era o filho problemático do casal, o rapaz era casado com a linda Tamar (Camila Rodrigues), a quem também faltava com o respeito, uma vez que era arrogante e prepotente e não se rebaixava nem mesmo a seus pais. Em uma noite chuvosa, Er matou um mercador que insistia em lhe cobrar a dívida e logo depois o rapaz foi atingido e morto por um raio como castigo. Tamar foi dada em casamento para o 2° filho, Onã (Henrique Ramiro). O filho do meio não engravidava Tamar devido se masturbar e não penetrar na moça. Onã tinha ódio pelo falecido irmão e não suportava a ideia de conceder herdeiros a este ao invés de si mesmo e durante uma discussão com Tamar, ficou irado e morreu engasgado depois que comeu. Tantas tragédias fizeram com que Elisa culpasse Tamar por ser amaldiçoada. Tamar foi expulsa da casa da família, dias depois Elisa ficou doente e em seu leito de morte pediu para Judá não casar o filho mais novo, Selá (João Vitor Silva) com Tamar, Judá prometeu e Elisa morreu em seguida. Porém através de um plano, Tamar se deitou e engravidou do próprio sogro Judá, e com ele teve dois filhos. Outra personagem que venceu o trauma do estupro e de ter sido responsável indiretamente pela chacina da cidade de Siquém foi Diná, com muito custo a moça acabou se apaixonando e se casando com Gibar (Caetano O'Maihlan).
No Egito, a insaciável Sati pediu para se deitar com José, porém íntegro o moço se recusou, a mulher de ódio disse para Potifar que foi abusada por ele. Mesmo desconfiado e muito triste, Potifar levou José para a prisão que era comandada pelo guarda Seneb (Sandro Rocha). Conforme os dias iam passando Seneb percebeu que José era muito organizado e o tornou um presidiário líder dos outros encarcerados. Dois dos presidiários eram o bondoso Nekau (Rafael Sardão) culpado por ter deixado uma mosca cair no copo de vinho do faraó, e o irritado Thot (Daniel Bouzas), culpado por ter deixado cair pedras na massa dos pães do faraó. Com seu dom de interpretar os sonhos, José disse que Thot seria condenado a morte e Nekau seria livre, José pediu para Nekau se lembrar dele perante ao faraó. E assim aconteceu, no aniversário do faraó Apopi, o mesmo perdoou Nekau, restituindo o mesmo a seu antigo cargo de copeiro chefe e condenou Thot a morte.
Poucos anos depois, Apopi teve um pesadelo, e no outro dia na sala do trono desabafou com Pentephres, Tani e Nekau que havia sonhado com 7 vacas gordas saindo de um rio seguido por 7 vacas magras que engoliam as gordas. Vários sacerdotes, feiticeiros durante os dias vieram ao palácio interpretar o sonho, mas nenhuma convencia Apopi. Nekau então lhe disse sobre José e seu dom da interpretação, o faraó então chamou José. José disse para Apopi que o sonho simbolizava 7 anos de fartura, que seria uma época para abastecer as reservas de alimentos e água, porque logo viriam 7 anos terríveis de seca, que dizimaria o Mundo. Naquela mesma hora Apopi acreditou em Deus e nomeou José como governador do Egito. Contrariado, Pentephres foi obrigado a dar a mão da filha Azenate em casamento para José naquela mesma semana. José também possui um forte amigo, conselheiro e ajudante para garantir as reservas dos próximos anos, o prestativo Mitri (Joelson Medeiros), que anos antes, quando José era escravo há pouco tempo, havia sido mordomo-chefe de Potifar, e ao contrário do malandro Hapu, Mitri protegia José e o ensinava a cultura egípcia conforme se afeiçoavam um ao outro. Durante os anos de fartura, A fogosa Sati começa a ter um caso com o sacerdote Pentephres, além do seu empregado Hapu.
Os 7 anos passaram, então a seca começou. José e Azenate tinham dois filhos... Em Israel, no acampamento de Jacó vieram as notícias que apenas no Egito havia reservas para serem compradas. Os filhos então partiram para a poderosa nação, chegando lá sem reconhecer o irmão que venderam como escravo, e que agora era governador e o 2° homem mais importante do Mundo, ambos se reverenciaram para José, que insiste em esconder sua verdadeira identidade. Na mesma hora José lembrou do sonho que seus irmãos um dia se curvariam para ele. José manda prender todos os irmãos e revela a Mitri e a Azenate a identidade deles, pedindo segredo pelo menos por enquanto. Depois de um tempo, José liberta os prisioneiros e os ordena que saiam do Egito e só voltem com o mais novo, Benjamim (que havia permanecido no acampamento), e enquanto isso, prende novamente apenas Simeão e dispensa os demais. Pentephres e Hapu descobrem quem são os estrangeiros e aproveitam que Simeão está preso para revelar a identidade de José a ele, para assim arruinar os planos do governador enquanto este se ausenta de Aváris para viajar com o faraó. Os dois vilões são impedidos por Azenate e Tany, que descobrem o plano. Após algum tempo, os demais irmãos retornam ao Egito agora acompanhados de Benjamim, ao que José liberta Simeão, que se reúne aos demais e todos são convidados á casa do governador. Através de um almoço recepcionado em sua casa, José revelou a verdade para os irmãos em uma cena emocionante, todos os irmãos pediram perdão para o governador. José pediu para trazer toda a família para o Egito. Quando chegaram no acampamento e revelaram a verdade a todos, Jacó ficou extremamente revoltado pela atitude dos filhos que foram capazes que maltratar tanto o irmão, mas perdoou os filhos e pediu perdão por não ter amados todos da mesma forma. A família toda seguiu como uma comitiva para o Egito.
Enquanto a família de José seguia para o Egito, Potifar flagrou Sati beijando Hapu. A mulher foi levada para a sala do faraó, aonde em um acesso de fúria revelou que inventou ter sido violentada por José, e que além de Hapu também era amante do sacerdote Pentephres. Apopi então condenou Hapu à morte, Pentephres foi condenado ao exílio, aonde morreu enlouquecido no deserto e Sati condenada a ter o nariz decepado, uma marca da antiguidade egípcia para identificar uma mulher adúltera. Nem mesmo a rainha Tani foi capaz de pedir clemência pelo crime da prima. Sati então começou a mendigar o pão nas ruas como castigo por suas maldades enquanto Potifar tempos depois se casaria com outra mulher... Com a chegada de Jacó, foi grande a emoção de reencontrar seu filho José e de conhecer ao faraó Apopi que agradeceu a Jacó pela ótima criação que deu ao seu filho, o salvador da humanidade. O fim da minissérie se dá com o passar dos anos, na qual a época seca cessou, os filhos de José cresceram e depois de alguns anos Jacó morreu de velhice, então toda a família levou o seu corpo para ser enterrado em Israel, e este era o sonho de José, que quando morresse seu corpo fosse enterrado em Israel...
José morreu com 110 anos... Aquela família hebreia cresceu, e com o passar dos anos os futuros faraós começaram a escravizar aquele povo, se esquecendo do que José fez. Ao passar 400 anos da escravidão, os hebreus foram libertos por Moisés, e o mesmo levou os ossos de José para enterrar na Terra Prometida, Canaã.

## Elenco
| Ator                | Personagem                    |
| ------------------- | ----------------------------- |
| Ângelo Paes Leme    | José Paddan / Zafenate-Paneia |
| Maytê Piragibe      | Azenate                       |
| Larissa Maciel      | Sati Potifar                  |
| Leonardo Vieira     | Apopi I, Faraó do Baixo Egito |
| Bianca Rinaldi      | Tany, Rainha do Baixo Egito   |
| Caio Junqueira      | Simeão Paddan                 |
| Taumaturgo Ferreira | General Potifar               |
| Iran Malfitano      | Hapu                          |
| Celso Frateschi     | Jacó Paddan                   |
| Denise Del Vecchio  | Lia Paddan                    |
| Mylla Christie      | Raquel Paddan                 |
| Vitor Hugo          | Judá Paddan                   |
| Camila Rodrigues    | Tamar                         |
| Guilherme Winter    | Rubem de Israel Paddan        |
| Carla Cabral        | Bila Mut                      |
| Samara Felippo      | Diná Paddan                   |
| Paulo Nigro         | Siquém                        |
| Caetano O'Maihlan   | Gibar                         |
| Felipe Cardoso      | Levi de Israel Paddan         |
| Gustavo Leão        | Benjamim Paddan               |
| Juliana Boller      | Mara                          |
| Nanda Ziegler       | Naamá                         |
| Andréa Avancini     | Zilpa Mayan                   |
| Eduardo Lago        | Pentephres                    |
| Henri Pagnoncelli   | Hamor                         |
| Sandro Rocha        | Seneb                         |
| Acacio Ferreira     | Zebulom Paddan                |
| Wendell Duarte      | Aser Mayan                    |
| Vasco Valentino     | Gade Mayan                    |
| Henrique Ramiro     | Onã de Judá                   |
| Fabio Beltrão       | Er de Judá                    |
| João Vitor Silva    | Selá de Judá                  |
| Rafael Sardão       | Nekau                         |
| Maurício Ribeiro    | Manassés                      |
| Bruno Padilha       | Kedar                         |
| Edu Porto           | Issacar Paddan                |
| Fernando Sampaio    | Naftali Mut                   |
| Eduardo Spinetti    | Dã Mut                        |
| Thelmo Fernandes    | Jetur                         |
| Eliete Cigarini     | Gran Sacerdotisa              |
| Joelson Medeiros    | Mitri                         |
| Elder Gatelly       | Hira                          |
| Janaína Moura       | Rebecca                       |
| Daniel Bouzas       | Thot                          |

### Participações especiais
| Ator/Atriz          | Personagem       |
| ------------------- | ---------------- |
| Jonas Bloch         | Esaú             |
| Babi Xavier         | Elisa            |
| Ricky Tavares       | José (jovem)     |
| Anna Rita Cerqueira | Azenate (jovem)  |
| Marcela Barrozo     | Diná (jovem)     |
| Eduardo Melo        | Benjamim (jovem) |
| Bia Braga           | Mara (jovem)     |

## Reprises e Exibições
Foi reprisada entre 8 de julho e 12 de setembro de 2014, às 22h30, em 40 capítulos.[carece de fontes?]
Foi reprisada segunda vez entre 11 de janeiro e 7 de março de 2016, às 21h e depois às 20h30, em 41 capítulos, substituindo Rei Davi e sendo substituída por Sansão e Dalila.
Em 30 de dezembro de 2016, a minissérie foi exibida em formato de longa metragem no Cine Record Especial com o título de José do Egito - O Filme, a história foi apresentada como um filme especial de fim de ano com 02h de duração.
Foi reprisada pela terceira vez entre 17 de fevereiro e 26 de maio de 2018, aos sábados das 20h30 às 22h15, em 15 capítulos, sendo depois substituída por Rei Davi.

## Trilha sonora
O produtor musical Daniel Figueiredo assina a trilha da minissérie José do Egito.
| N.º | Título                        | Música            | Duração |  |
| 1.  | "Kue"                         | Daniel Figueiredo | 2:18    |  |
| 2.  | "Az"                          | Daniel Figueiredo | 2:09    |  |
| 3.  | "Epicus"                      | Daniel Figueiredo | 1:47    |  |
| 4.  | "Pure"                        | Daniel Figueiredo | 2:19    |  |
| 5.  | "Selando"                     | Daniel Figueiredo | 2:54    |  |
| 6.  | "Um"                          | Daniel Figueiredo | 4:12    |  |
| 7.  | "Enter"                       | Daniel Figueiredo | 11:01   |  |
| 8.  | "Titan"                       | Daniel Figueiredo | 2:44    |  |
| 9.  | "Cincos"                      | Daniel Figueiredo | 2:08    |  |
| 10. | "Kiu"                         | Daniel Figueiredo | 2:16    |  |
| 11. | "Loving"                      | Daniel Figueiredo | 2:01    |  |
| 12. | "Acordar"                     | Daniel Figueiredo | 2:23    |  |
| 13. | "Bura"                        | Daniel Figueiredo | 8:38    |  |
| 14. | "Egitopen (Tema de Abertura)" | Daniel Figueiredo | 1:49    |  |
| 15. | "Egitone"                     | Daniel Figueiredo | 2:24    |  |
| 16. | "Trem"                        | Daniel Figueiredo | 2:24    |  |
| 17. | "Oasis"                       | Daniel Figueiredo | 2:08    |  |

## Audiência
A estreia de José do Egito garantiu boa audiência em várias capitais. O primeiro capítulo da minissérie, exibido na última quarta-feira garantiu 15 pontos no PNT (Painel Nacional de Televisão), que corresponde à média de todas as praças medidas pelo Ibope. A maior audiência foi registrada em Fortaleza. A estreia da minissérie em São Paulo e em Curitiba registrou 13 pontos de média. Em Belo Horizonte, deu 14 pontos. No Rio de Janeiro e no Distrito Federal, cravou 18 pontos. Já em Fortaleza, foram incríveis 22 pontos de média. O último capítulo obteve em São Paulo média de 14 pontos e pico de 15 pontos. Enquanto no Rio de Janeiro alcançou 19 pontos. A audiência média dos 38 capítulos exibidos foi de 11 pontos, mesma média obtida por A História de Ester, na segunda reprise teve média de 12 pontos, tendo média razoável pois a meta é 13.

## Prêmios e indicações
| Ano  | Prêmio                    | Categoria                           | Indicado         | Resultado | Ref.   |
| ---- | ------------------------- | ----------------------------------- | ---------------- | --------- | ------ |
| 2013 | Prêmio Extra de Televisão | Atriz Coadjuvante                   | Bianca Rinaldi   | Indicado  | [ 15 ] |
| 2013 | Prêmio Extra de Televisão | Figurino                            | José do Egito    | Indicado  | [ 15 ] |
| 2013 | Prêmio Extra de Televisão | Maquiagem                           | José do Egito    | Indicado  | [ 15 ] |
| 2014 | Prêmio Contigo! de TV     | Melhor Atriz de Série ou Minissérie | Bianca Rinaldi   | Indicado  | [ 16 ] |
| 2014 | Prêmio Contigo! de TV     | Melhor Ator de Série ou Minissérie  | Ângelo Paes Leme | Indicado  | [ 17 ] |

## Exibição internacional
- Cabo Verde - Record Cabo Verde
- Japão - Record Japão
- União Europeia - Record Europa
- Estados Unidos - MundoFox(2015)/ Univision(2017)
- Porto Rico - MundoFox
- Moçambique - TV Miramar
- Peru - Frecuencia Latina
- Chile - TVN
- México - Imagen Televisión
- Inglaterra - My Channel
- Escócia - My Channel
- Irlanda do Norte - My Channel
- País de Gales - My Channel
- Irlanda - My Channel
- Argentina - Telefe